# 法華寺 (徳島県海陽町)
法華寺（ほっけじ）は、徳島県海部郡海陽町にある日蓮宗の寺院。山号は吉祥山。本尊は日蓮上人。「海部の日蓮さん」の愛称で知られる。

## 歴史
愛宕山の北麓に位置する。寺伝によれば、かつては名東郡八万の法花村（現在の徳島市八万町法花）にあった。1584年（天正12年）に長宗我部元親の阿波進攻の際に寺が焼失する。焼跡に残る像から読経の声を聞きた雑兵が太刀を降り下ろしたところ、鮮血が飛び散り、驚いた雑兵が川に像を投げ捨てた際に像から「冷たいぞ」という声が聞こえたという逸話が残る。これが像を投げ捨てた場所にあたる冷田川の由来といわれている。
その後、4年を経て鞆浦の漁民である左海勘助らが海から冷田川の尊像を引き上げた。文禄年間（1593年-1596年）に鞆浦の漁民たちの手によって堂宇が建てられ創建となる。一方で「海部郡誌」では、海部城主であった益田長行の妻である妙照院の願いで名東郡八万にあった法華寺を廃して寛永年間（1624年-1645年）に鞆浦で創建したと記されている。また法華寺は租師堂正面の彫刻で知られている。

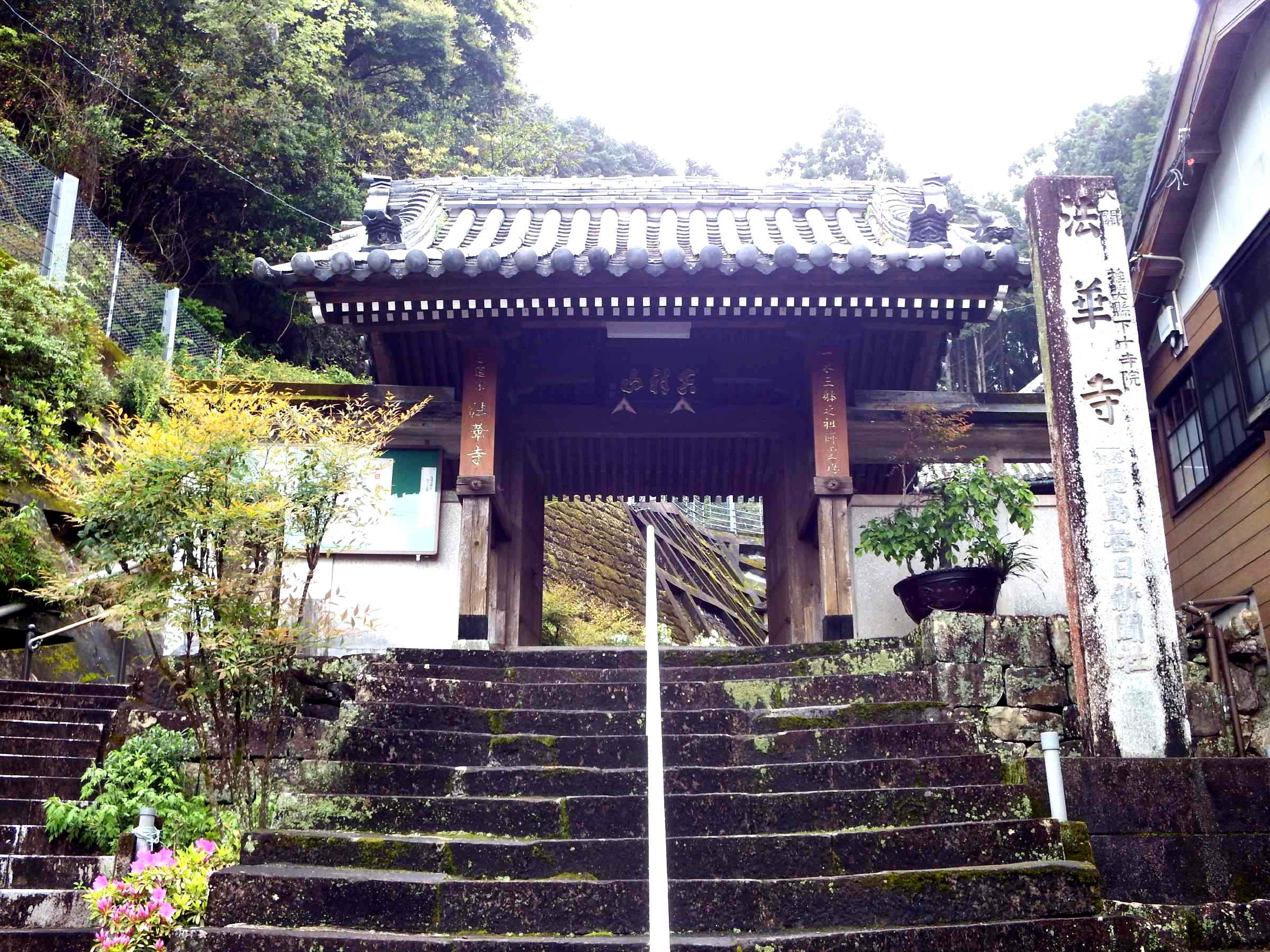
山門
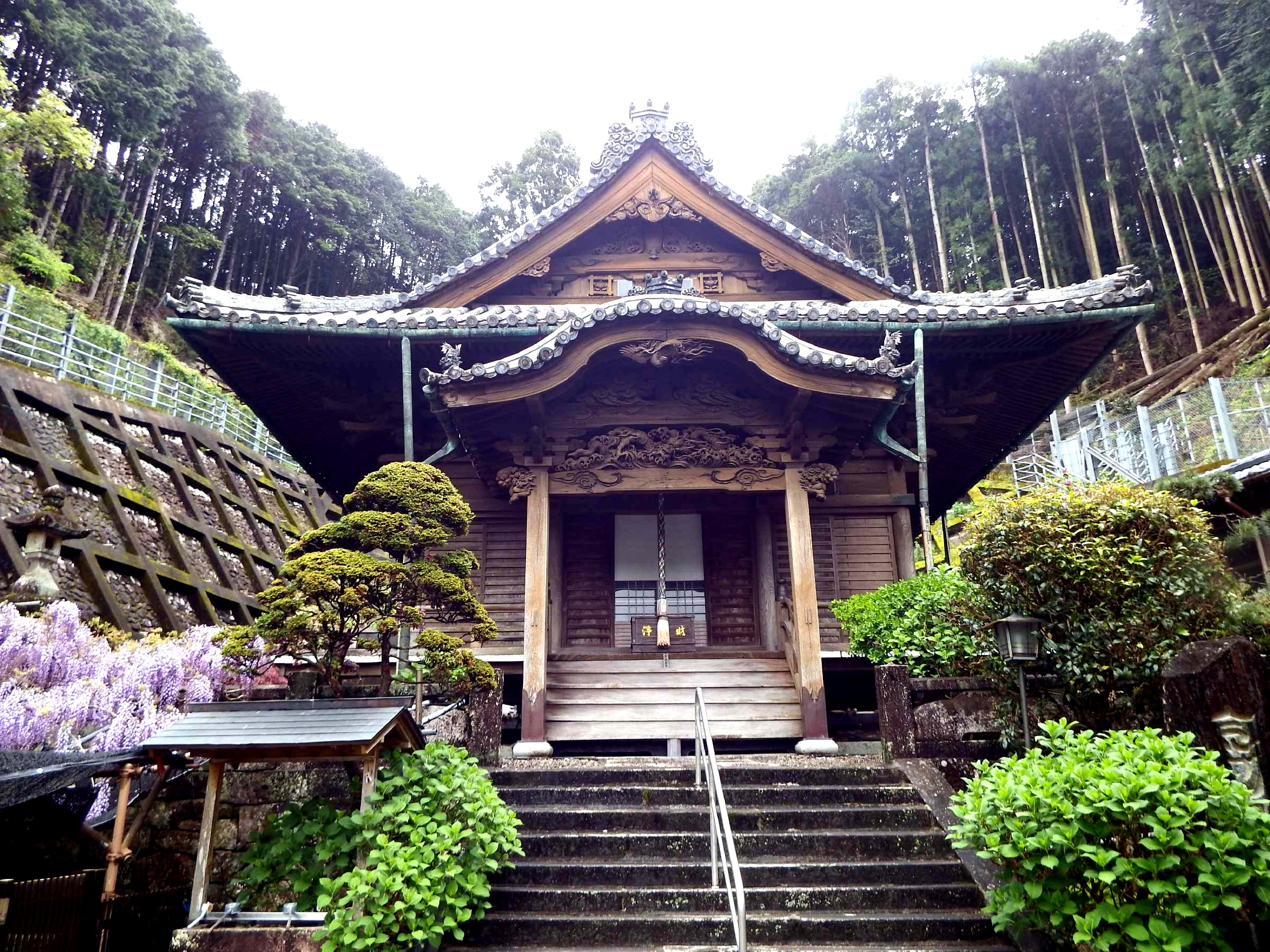
本堂

## 交通
- 阿佐海岸鉄道「海部駅」より徒歩で約10分。